# جكليتيه (حلوى)
الجكليتية أو حلاوة الحليب أو حلوى التوفي هي حلويات عراقية شعبية قديمة، تحضّر في الأعياد والمناسبات وقد تختلف قليلاً طرق تحضيرها وتزيينها. وعادة ما يتم إعدادها في فصل الشتاء. وبالرغم من كونها لذيذة الطعم الا أنها تحتوي على عدد هائل من السعرات الحرارية، وتعتبر إحدى أسهل الحلويات إعداداً.

## طريقة العمل

### المقادير
- كوبين حليب باودر
- كوب واحد من الدقيق الأبيض
- نصف كوب نشا
- مسحوق الفانيلا
- سمن

ولعمل القطر نحتاج إلى:
- ماء
- سكر ( الكمية حسب الذوق)
- ملعقة ماء ورد
- ملعقة زعفران
- ملعقة ليمون
- هيل[1][2]

### طريقة التحضير
- يتم وضع الماء والسكر في قدر على النار؛ وذلك لتحضير القطر ويتم إضافة الهيل وملعقة الزعفران وماء الورد وملعقة الليمون ثم أنتضرها حتى تغلي.
- بعدها يتم وضع السمن في قدر آخر على نار متوسطة الحرارة وانتظره حتى يسخن، بعد ذلك أضف كمية الحليب والدقيق والنشا ومسحوق الفانيلا في القدر وتم الخلط حتى تصبح المكونات متجانسة، واستمر بتحريك المزيج حتى يصبح لونه ذهبي.
- عندما يكتسب الخليط لونه الذهبي يتم إضافة القطر عليه رويداً رويدا و ويجب بتحريك الخليط حتي يتمازج ويصبح ذو قوام متماسك.
- بعد ذلك يتم سكب الحلوى في صحن وقم بتزينها بالمكسرات (جوز، لوز، حبوب الصنوبر، فستق).

بعد ذلك يتم التقديم.